# باله (کالبدشناسی)

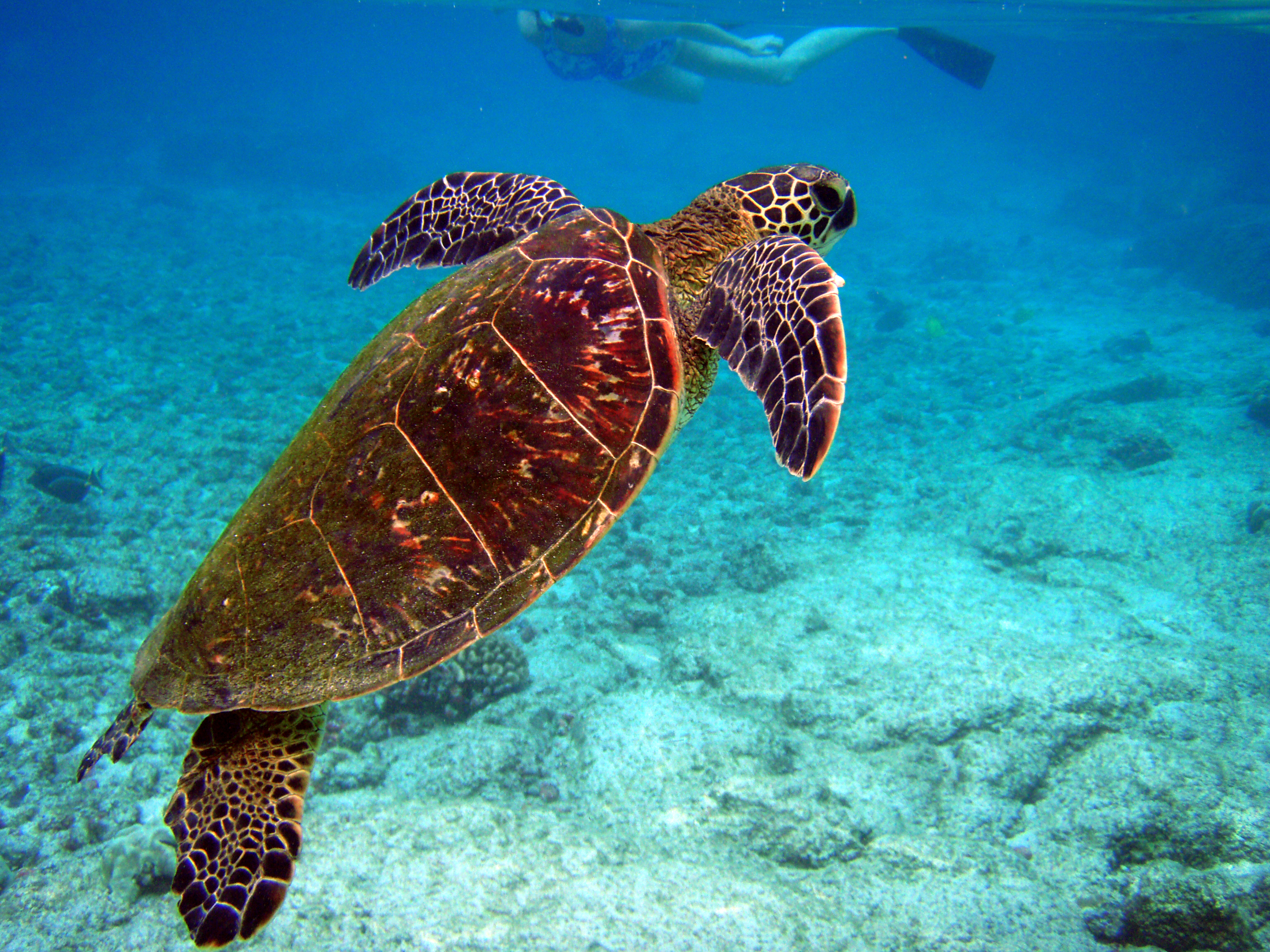
این لاک‌پشت سبز در حال شکستن سطح به سوی هوا در کونا، هاوایی است.

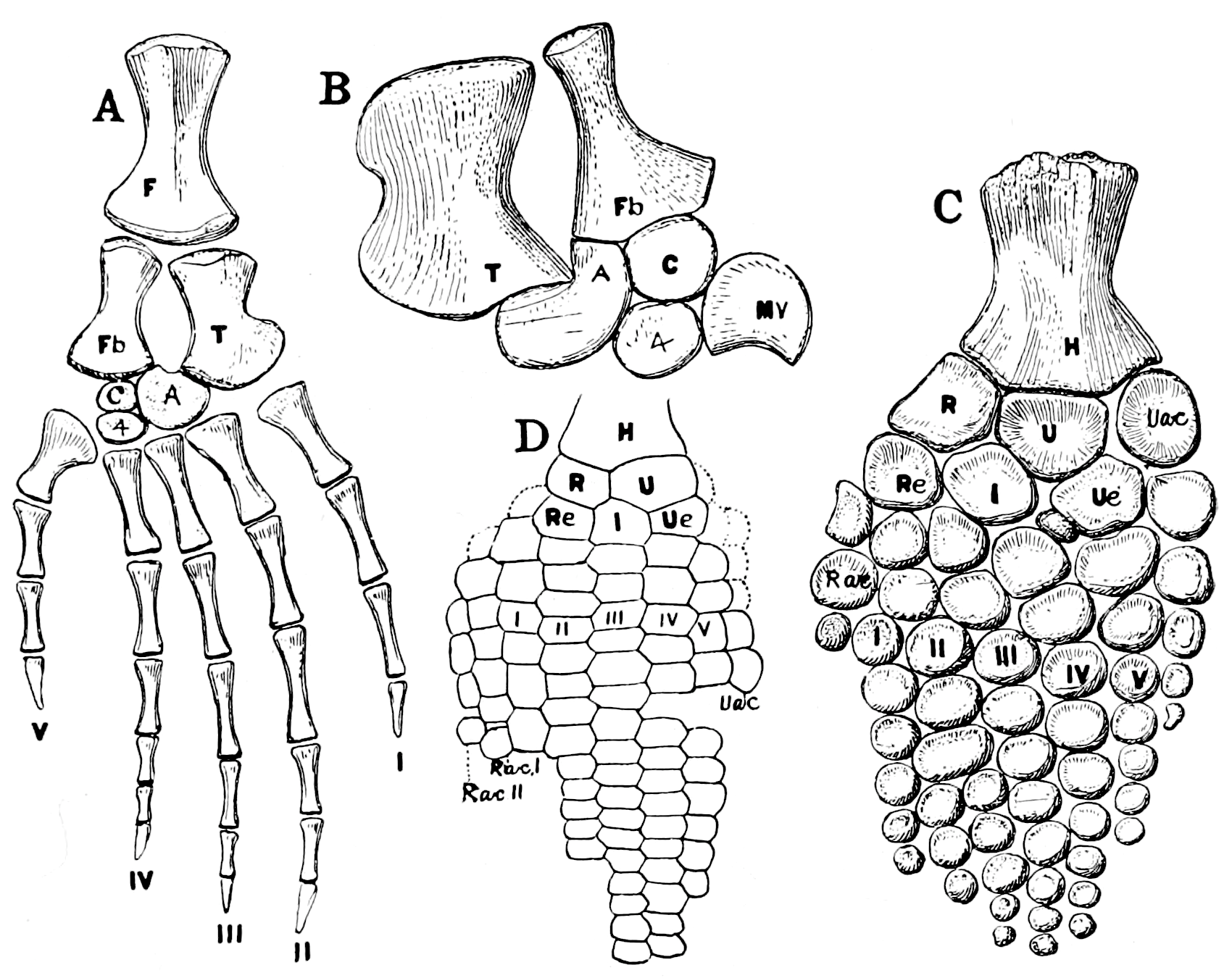
تصویری از اندام خزندگان آبزی: موساسورها Platecarpus و Clidastes و ichthyosaurs Ophthalmosaurus و Platypterygius از استخوان‌شناسی خزندگان (۱۹۲۵)

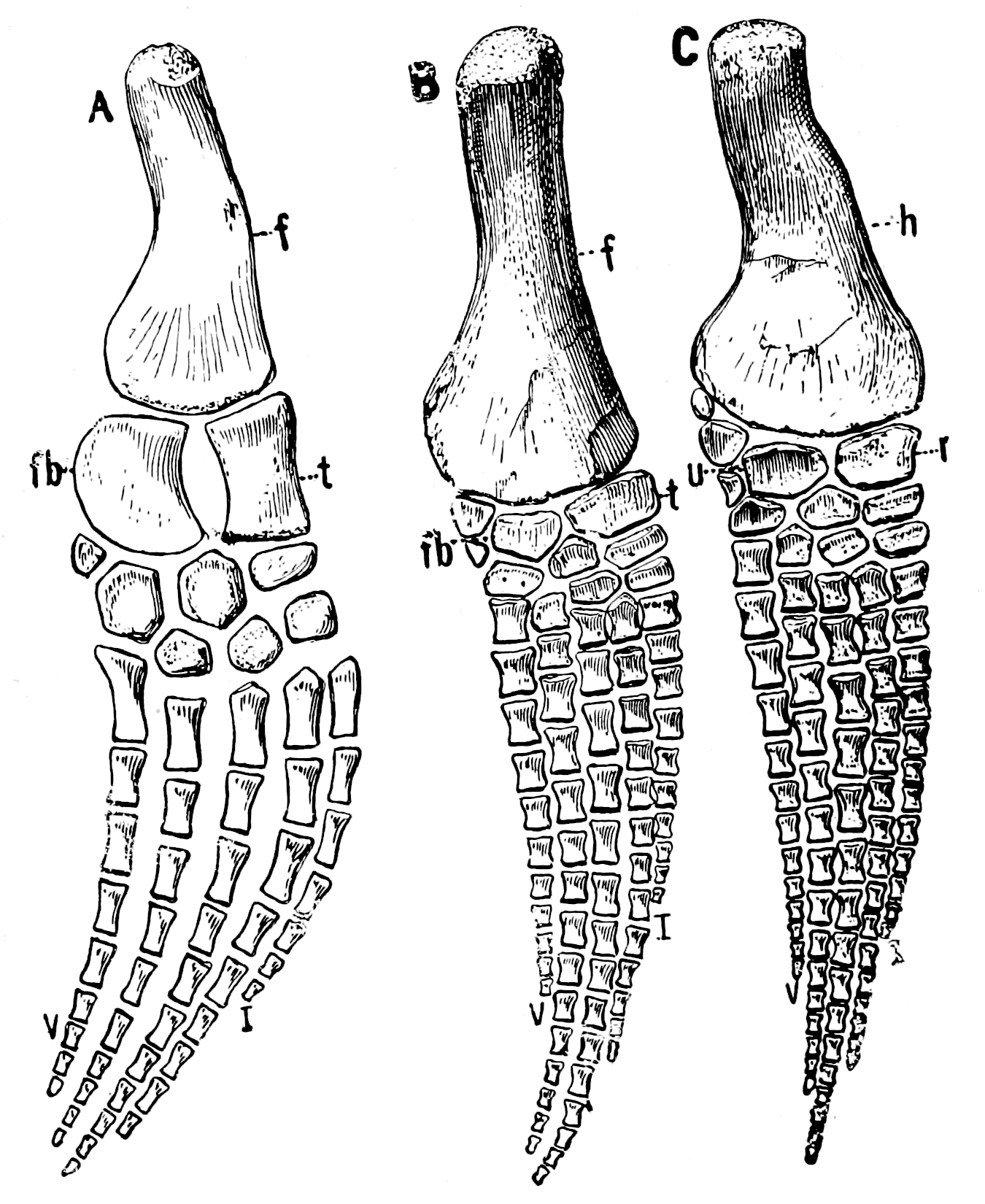
تصویر باله‌های نزدیک‌سوسمارسانان. Meyerasaurus و Trinacromerum از استخوان‌شناسی خزندگان (۱۹۲۵)

باله (به انگلیسی: Flipper) یک اندام پهن است که برای حرکت در آب مناسب است. این به زائدههای کاملاً پرده‌دار و شناگر مهره‌داران آبزی اشاره دارد که ماهی نیستند.
در جانورانی که دارای دو باله هستند، مانند نهنگ‌ها، باله تنها به اندامهای جلویی اشاره دارد. در جانورانی که دارای چهار باله هستند، مانند لاک فک‌ها و لاک‌پشت‌های دریایی، می‌توان باله‌های جلویی و عقبی، یا باله‌های سینه‌ای و باله‌های لگنی را تشخیص داد.
جانورانی که باله دارند عبارتند از: پنگوئن (که به باله آنها بال نیز می‌گویند)، آب‌بازسانان (مانند دلفین و نهنگ)، فک (مانند شیر دریایی، فوک‌های بی‌گوش و گوشدار)، گاودریایی‌ها (مانند گاو دریایی و دوگونگ )، و خزندگان دریایی مانند لاک‌پشت‌های دریایی و نزدیک‌سوسمارسانان، موساسورها، اماهی‌خزنده‌ها و متریورینکیدها که اکنون منقرض شده‌اند.
استفاده از اصطلاحات "fin" و "flipper" گاهی حتی در ادبیات علمی متناقض است. با این حال، سطح کنترل هیدرودینامیکی باله ماهی همیشه به عنوان "fin" نامیده می‌شود و هرگز "flipper" نامیده نمی‌شود. اندام‌های چهاراندامانی که به ساختارهای باله‌مانند تبدیل شده‌اند معمولاً (اما نه همیشه) به جای باله، "flipper" نامیده می‌شوند. ساختار پشتی روی آب‌بازسانان "باله پشتی" نامیده می‌شود و دم بزرگ در درجه نخست با عنوان فلوک و گاهی با عنوان "باله دمی" نامیده می‌شود. هیچ‌یک از این ساختارها باله نیستند.
برخی از باله‌ها هیدروفویل‌های بسیار کارآمدی هستند، مشابه بال‌ها (ایرفویل)، که برای حرکت و مانور در آب با سرعت و مانور زیاد استفاده می‌شوند. ضمائم شنا با بند انگشت هنوز آشکار است، مانند انگشتان جلویی پرده‌دار در لاک‌پشت‌های دوزیست و نوک‌اردکی، به‌جای باله، پارو به‌شمار می‌روند.

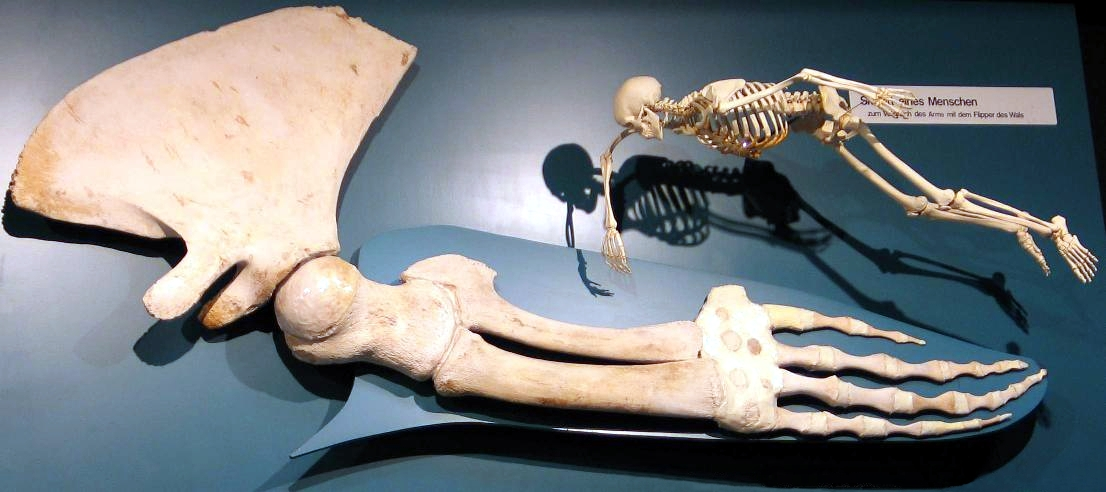
از نزدیک اسکلت باله نهنگ

ویژگی‌های بیومکانیکی کلیدی باله‌ها
- مسطح شدن عنصرها
- طولانی شدن استخوان بازو
- کاهش تحرک بین عناصر تکی باله

ویژگی‌های بنیادی برای حرکت باله
- موقعیت کناری فرایند استخوان بازو
- تغییر در زاویه کتف داخلی[۲]